# Tayrac (Aveyron)
Tayrac es una comuna francesa situada en el departamento de Aveyron, en la región de Occitania.

## Demografía
| 318 | 313 | 300 | 290 | 190 | 174 | 183 |
| Para los censos de 1962 a 1999 la población legal corresponde a la población sin duplicidades (Fuente: INSEE [Consultar]) |     |     |     |     |     |     |